# Ramón Villares
Ramón Villares Paz (né à Vilalba en 1951) est un historien, professeur d'histoire contemporaine de l'Université de Saint-Jacques-de-Compostelle. Ses recherches portent sur l'histoire agraire et politique du monde rural au cours des XIXe et XXe siècles en Galice.
Il est membre de la Real Academia Galega depuis 2006 et président élu du Consello da Cultura Galega, organisme équivalent d'une autorité administrative indépendante, créé par le statut d'autonomie de la Galice (Espagne) depuis 2006. Il a été recteur de l'Université de Saint-Jacques-de-Compostelle de 1990 à 1994.

## Publications

### Collaborations de recherches universitaires
- Ramón Villares Paz, « L’agriculture espagnole au temps d’Isabelle II : réformes institutionnelles et expansion agricole » in J.C. Caron et F. Chauvaud, Les campagnes dans les sociétés européennes. France, Allemagne, Espagne, Italie (1830-1930), p. 141-158 (2005), Presses universitaires de Rennes (France).
- Ramón Villares Paz, “Nacionalismo e Historia en la España del siglo XIX” in VVAA, Nacionalismos e Historia, p. 87-110, (2005), Université de Valladolid, (Espagne).
- Ramón Villares Paz, “La renovación de la Historia Agraria Española”, in J. Canal et al. Sociétés rurales du XXe siècle. France, Italie, Espagne, p. 53-73 (2004), L’École française de Rome, Rome, (Italie).
- Ramón Villares Paz, Bahamonde, A., “Gaur egungo mundua, XIX. eta XX. Mendeak”, p. 1-492, (2004), Université du Pays basque, Bilbao, (Espagne).

### Ouvrages
- (es) "La propiedad de la tierra en Galicia 1500-1936", Siglo XXI Editores, Madrid, 1982
- (gl) "Foros, frades e fidalgos", Estudos de historia social de Galicia, Edicións Xerais, Vigo, 1982
- (gl) "Galicia. A Historia", Editorial Galaxia, Vigo, 1984 (avec des versions en castillan et portugais)
- (es) "El indiano gallego : mito y realidad de sus remesas de dinero", 1984
- (gl) "Historia da emigración galega a América", Santiago de Compostela, Xunta de Galicia, 1996 (coauteur avec  Marcelino Fernández Santiago)
- (gl) "Figuras da nación", Edicións Xerais de Galicia, Vigo, 1997
- (es) "El mundo contemporáneo, siglos XIX y XX", Editorial Taurus, Madrid, 2001 (en collaboration avec Antón Baamonde)
- (gl)"Historia de Galicia", Editorial Galaxia, 2004,  (ISBN 84-8288-655-X), traduit en espagnol et publié par Alianza Madrid.